# Picinguaba
Picinguaba is een geslacht van rechtvleugeligen uit de familie krekels (Gryllidae). De wetenschappelijke naam van dit geslacht is voor het eerst geldig gepubliceerd in 1990 door de Mello.

## Soorten
Het geslacht Picinguaba  is monotypisch en omvat slechts de volgende soort:
- Picinguaba pitanga (de Mello, 1990)